# Temelucha tibialis
Temelucha tibialis là một loài tò vò trong họ Ichneumonidae.